# 나티
나티(NATY)는 1986년 대한민국에서 결성된 헤비 메탈 밴드이다. 밴드명 '나티'는 순한국말 명사로서, 짐승 모양을 한 일종의 귀신, 검붉은 곰의 뜻이 있다.

## 역사
- 한국 헤비메탈의 부흥기의 핵심에 서 있던 헤비메탈의 전설적인 그룹 나티. 정통메탈 밴드로 출발했던 나티는 1986년 베이시스트 허준석을 중심으로 한 6인조  밴드였다. 1988년에 첫 공연을 시작하였고 1989년, 4인조 스래시 메탈 밴드로 재편성하여 활동했지만 1991년부터는 멤버별로 개인적인 활동을 해 왔다. 오랜시간 휴지기를 가졌던 나티는 오랜 세월이 지난 2004년 9월, 보컬과 기타를 담당하는 김상수가  가입하며 다시 활동을 시작하였고 2년 뒤인 2006년, 새 앨범을 발매하며 공식적인 활동에 들어갔다.  (2006, StompMusic / EMI ‘long time no see’) 과거, 나티는 수많은 국내 밴드들이 존경하던 밴드였으며 당시 무척 파격적이었던 그들의 음악을 기 억하는 팬들이 아직도 많다. 과거의 헤비메탈은 그 정통성이 뚜렷하게 존재하는 음악이었다. 시간의 흐름에 의해 이 헤비메탈이 라는 음악은 하드코어, 펑크, 스래쉬 등 다양한 음악과의 융합을 통해 그 생명력을 이어나갔다. 하 지만 나티는 위에 상기한 것처럼 특정한 하나의 스타일을 추구하거나 장르를 구분지어 넘나드는 것 이 아닌 멤버들이 가지고 있는 각자의 개성과 취향을 존중하는 것으로 그들의 음악의 방향을 결정한 다. 송-라이팅을 하는 과정에서 이 개성들이 한데 어우러져 다양한 면모를 지닌 나티 고유의 음악적  색채가 자연스레 배어나와 거침없는 극단적인 표현과 함께 세련됨을 놓치지 않는 것이 바로 '나티' 의 음악언어이다. 개개인의 스타일을 만들어낸 그들만의 취향과 음악적 뿌리가 곧 나티가 표현하려 하는 음악의 신념이며 그 결과물이 하나의 스타일로 규정되려 할 즈음에 반전의 매력을 주는 것 이 나티의 독특한 매력인데 오랜 연륜으로 다듬어진 감각으로 그 음악에 걸맞는 공감대를 일으키는  노랫말로 스타일과 테마, 두 마리 토끼를 동시에 잡고 있다. 나티는 “우리 멤버들은 개개별로 다양한 음악적인 개성을 지니고 있습니다. 무게감 있고 파워풀한  스타일의 메탈을 좋아한다는 공통점은 있지만, 멤버 개개인의 취향을 이루는 디테일을 존중하며 그것을 하나의 곡에 파워풀하고 스피디한 리듬과 그루브한 느낌으로 구현하려 합니다.” 라고 말한다.   멤버 개개인의 극단적인 취향 속에서도 공통점을 찾아내 그것을 베이스로 깔고 치밀한 연습과 끊임 없는 아이디어 회의를 통해 멤버 모두가 만족할 수 있는, 결론적으로 관객들에게도 완전히 새로운  감각의 음악을 들려주는 것이 바로 밴드 ‘나티’ 인 것이다. 나티의 첫 번째 정규 앨범이었던 'Long Time No See'는 뛰어난 음질과 사운드를 위해 마스터링을 의뢰했던 미국 Teresa Bustillo The Mastering Lab으로부터 '매우 소장하고 픈, 너무너무 멋진 앨범이다'  라는 호평을 받은 바 있다. 헤비메탈 씬에서의 활동 외에도 ‘국제 현대 무용제-모다페(MODAFE)' 작품인 <MIRROR>, 세계국립극장 페스티벌 참가작 <낙원을 꿈꾸다> 등 무용극과의 협연을 성공적으로 선보였으며 게임 O.S.T에도 참여하는 등 활동영역을 넓혀왔다. 이외에도 메탈 음악의 불모지인 한국 음악시장에 활력을 불어넣기 위해 선보인 국민가수 김수희와의 콜라보레이션은 메탈과 트로트의 파격적인 만남으로 신선한 충격을 안겨주었다. 2012년에는 중국의 최건(중국), 라우드니스(일본), 아더라이브즈(미국) 등 총 60여 팀이 참가하는 대형 페스티벌인 <MIDI FESTIVAL>에 공식 초청을 받아 메인 스테이지에 참가하였으며 중국 언론에서는 ‘관객의 가장 열렬한 호응을 이끌어 낸 것은 한국에서 온 나티였으며 무대 위의 그들은 관중의 반응을 잘 이끌어 낼 줄 아는 이들이었다‘ 라는 기사를 통해 총 4일 간의 일정 간 8만여 명의 관객이 방문한 페스티벌 공연 중 특히 나티의 공연에 대한 현장반응을 기록함과 동시에 중국의 음악 관계자로부터 ‘국경을 뛰어넘은 헤비메탈 사운드의 진수’라는 극찬을 받는 등 현지 언론 최대의 호평을 받았다. 또한 2013년에는 그린플러그드 Seoul 2013, 펜타포트 락 페스티벌, 부산 국제 락 페스티벌에 참가하는 등 해외를 비롯한 국내 각지에서도 왕성한 활동을 펼쳐내고 있다. 2014년 적우 하드코어 미니 앨범 ‘주문’ 협연에서는 적우의 예전 음악스타일이 아닌 트래쉬메탈 도전에 나티의 참여로 헤비메탈의 진수를 이뤘다. 타이틀인 주문A, B는 김상수의 보컬참여로 인해 조화로운 듀엣 곡으로 완성되었으며 수록곡인 라일라의 경우에도 전체적으로 전곡과 비슷한 느낌이다 단지 다른 점은 주문이 여성이 부드럽게 시작하는 것과 반대로 남성 보컬로 시작된다는 점이다. 어떤 형태로든지 남성보컬과 여성보컬의 상반된 조화를 느낄 수 있으며 나티의 남성 그로울링 보컬과 여성 소프라노 같은 적우의 음색이 조화를 이룬 락음악을 보여주고 있다. 하지만 언론에서 말하는 강력함과 거친 듯한 점보다는 강함과 부드러움의 조화가 강조되고 있었고 기존의 이미지에서 벗어났다는 점과 적우가 비대중적이고 마니아적인 장르에 도전장을 던졌다는 점에 응원을 보낸다. 두 번째로 참가한 2014 북경 미디 페스티벌에서도 15만명의 관객이 유치된 대형 공연에서 최고의 기량을 선보였으며 중국인의 많은 팬들을 확보하게 되었다. 2014년 신생 페스티벌인 제1회 춘천 밴드 페스티벌에서도 참가하게 되어 좋은 반응을 이끌어 내었고 이후  2015년 2회 춘천 밴드 페스티벌에도 출연하게 되어 관객으로부터 뜨거운 반응을 얻어내었다.

## 구성원
- Vocals, guitar - Ven/김상수/sangsoo Kim
- Bass, b.vocal - Jun/허준석/junseok Hur
- Guitar, b.vocal -Sean/박원신/wonshin Park
- Durms, bvocal-  임병섭

### 정규음반
- Long Time No See (2006년, EMI)[2]
- Pride (2011년, EMI)[3]

### 디지털싱글
- Truthful Heart (2010년, 스톰프뮤직)[4]

### 컴필레이션
- "Truthful Heart" - Friday Afternoon III (1990년, 대도레코드)[5]

### OST
- "You're Star" - Extreme 2006 (2006년, 드림온 레코드)[6]

## 주요활동
- 2005년 1월 23일 ~ 3월 20일 - 스크리밍 로드(Screaming Road) 투어 활동: 
대한민국 서울, 인천, 대구, 부신, 전주, 울산, 경주
- 2005년 11월 - 9th Bud Rock Festival 참가
- 2006년 6월 - 무용극 <돌아오지 않는 강> 협연
- 2006년 8월 - 부산 국제 록 페스티벌 참가
- 2006년 8월 - 동두천 락 페스티발 참가
- 2007년 6월 - 2007 국제현대무용축제 출연작 "전시장 안의 사람들" 협연[7]
- 2007년 9월 - 렛츠락 페스티벌 참가
- 2008년 9월 - 세계국립극장페스티벌 참가작 댄스뮤지컬 <낙원을 꿈꾸다> 협연
- 2009년 6월 - CJ헬로비전 충남방송 <6mm 우리들 세상> 다큐멘터리 제작, 방영[8]
- 2010년 11월 - 2010 맥(MAC) 인디뮤직 페스티벌 참가
- 2011년 7월 - EBS 스페이스 공감 <2011 열혈 사운드의 발견 1.> 출연[9]
- 2011년 10월 - '위드 인디 시리즈: 한국 대중음악의 여왕들' 가수 김수희와 협연[10][11]
- 2012년 1월 - 그린플러그드 RED 2012 참가
- 2012년 8월 - 중국 YOGA MIDI FESTIVAL 참가[12]
- 2013년 5월 - 그린플러그드 서울 2013 참가
- 2013년 8월 - 인천펜타포트페스티벌 참가
- 2013년 8월 - 부산국제락페스티벌 참가